# Volksbank
Volksbank (en alemán para "banco popular") fue fundado en 1850 y es un banco minorista en Europa Central con sede en Viena, Austria. En la actualidad opera en Alemania, Austria, Bosnia y Herzegovina, Croacia, Eslovaquia, Eslovenia, Hungría, Malta, la República Checa, Rumania, Serbia y Ucrania.
En Alemania existen también 1.156 bancos locales independientes denominados Volksbanken (estos forman un conglomerado financiero que es el segundo del país por detrás de Deutsche Bank).
Después de suspender los tests de estrés europeos en junio de 2011, Volksbank AG suspendió la emisión de dividendos, que también incluye el capital por la participación del estado, por tercer año consecutivo.
El 15 de febrero de 2011, en Viena, Sberbank de Rusia completó la adquisición del 100% Volksbank International AG (“VBI”), excluyendo VB Rumania.